# 다나베 슈토
다나베 슈토(일본어: 田邉 秀斗, 2002년 5월 5일 ~ )는 일본의 축구 선수로 포지션은 오른쪽 풀백이며 현재 J1리그 가와사키 프론탈레 소속이다.

## 구단 경력
그는 2021년 J1리그의 가와사키 프론탈레에 입단했다. 2022년 7월 J2리그의 제프 유나이티드 지바로 임대 이적했다. 2023년 3월 가와사키 프론탈레로 복귀했다.